# ブリティッシュ・ホーム・チャンピオンシップ
ブリティッシュ・ホーム・チャンピオンシップ(British Home Championship)は、イギリス国内の4地域（イングランド・スコットランド・ウェールズ・北アイルランド）の代表チームによって争われていたサッカー大会。1884年に初開催された世界最古の国際サッカー大会であり、1984年まで開催された。

## 歴史
初開催の1884年大会から1887年大会までスコットランドが4連覇し、1888年大会でイングランドが初優勝した。1902年大会のスコットランド対イングランド戦はグラスゴーのアイブロックス・スタジアムで行なわれたが、この試合中にはアイブロックスの惨事と呼ばれる群集事故が起こった。立見席が観客の重量に耐えきれずに崩壊し、観客が隙間から15m下の地上に転落。25人が死亡し、500人以上が負傷した。なお、同スタジアムでは1971年にも群衆事故が発生して66人が死亡している。1907年大会でウェールズが初優勝した。19世紀中はスコットランドとイングランドの優勝回数が互角だったが、20世紀に入るとイングランドが優勝回数でスコットランドを引き離し、1920年代（スコットランドが優勝7回）などの例外を除いて常にイングランドが優勢だった。第一次世界大戦期まではアイルランド（現在のアイルランド島全域にあたる）が出場していたが、1922年にアイルランドがイギリスから独立し（独立当時はアイルランド自由国、現アイルランド共和国）、以後は北アイルランドが出場した。
1950年大会は1950 FIFAワールドカップ・ヨーロッパ予選を兼ねて行なわれた。この予選はイギリス国内4地域の代表（イングランド・スコットランド・ウェールズ・北アイルランド）が初めて参加したFIFAワールドカップ予選であり、優勝したイングランドと2位のスコットランドにFIFAワールドカップ本大会出場権が与えられるはずだったが、スコットランドは「自国はブリティッシュ・ホーム・チャンピオンシップの優勝チームでない」という理由で出場を辞退した。1984年大会が最後の大会となったが、この大会までの優勝回数はイングランドが54回（うち20回は同時優勝、以下同じ）、スコットランドが41回（17回）、ウェールズが12回（5回）、北アイルランドが8回（5回）である。

## 歴代大会結果
| 年度      | 優勝                                                        | 2位                                                         | 3位                                                         | 4位                                                         |
| --------- | ----------------------------------------------------------- | ----------------------------------------------------------- | ----------------------------------------------------------- | ----------------------------------------------------------- |
| 1883-1884 | スコットランド                                              | イングランド                                                | ウェールズ                                                  | アイルランド                                                |
| 1884-1885 | スコットランド                                              | イングランド                                                | ウェールズ                                                  | アイルランド                                                |
| 1885-1886 | スコットランド / イングランド                               | スコットランド / イングランド                               | ウェールズ                                                  | アイルランド                                                |
| 1886-1887 | スコットランド                                              | イングランド                                                | アイルランド                                                | ウェールズ                                                  |
| 1887-1888 | イングランド                                                | スコットランド                                              | ウェールズ                                                  | アイルランド                                                |
| 1888-1889 | スコットランド                                              | イングランド                                                | ウェールズ                                                  | アイルランド                                                |
| 1889-1890 | イングランド / スコットランド                               | イングランド / スコットランド                               | ウェールズ                                                  | アイルランド                                                |
| 1890-1891 | イングランド                                                | スコットランド                                              | アイルランド                                                | ウェールズ                                                  |
| 1891-1892 | イングランド                                                | スコットランド                                              | アイルランド / ウェールズ                                   | アイルランド / ウェールズ                                   |
| 1892-1893 | イングランド                                                | スコットランド                                              | アイルランド                                                | ウェールズ                                                  |
| 1893-1894 | スコットランド                                              | イングランド                                                | ウェールズ                                                  | アイルランド                                                |
| 1894-1895 | イングランド                                                | ウェールズ / スコットランド                                 | ウェールズ / スコットランド                                 | アイルランド                                                |
| 1895-1896 | スコットランド                                              | イングランド                                                | ウェールズ                                                  | アイルランド                                                |
| 1896-1897 | スコットランド                                              | イングランド                                                | アイルランド                                                | ウェールズ                                                  |
| 1897-1898 | イングランド                                                | スコットランド                                              | アイルランド                                                | ウェールズ                                                  |
| 1898-1899 | イングランド                                                | スコットランド                                              | アイルランド                                                | ウェールズ                                                  |
| 1899-1900 | スコットランド                                              | ウェールズ / イングランド                                   | ウェールズ / イングランド                                   | アイルランド                                                |
| 1900-1901 | イングランド                                                | スコットランド                                              | ウェールズ                                                  | アイルランド                                                |
| 1901-1902 | スコットランド                                              | イングランド                                                | アイルランド                                                | ウェールズ                                                  |
| 1902-1903 | イングランド / アイルランド / スコットランド                | イングランド / アイルランド / スコットランド                | イングランド / アイルランド / スコットランド                | ウェールズ                                                  |
| 1903-1904 | イングランド                                                | アイルランド                                                | スコットランド / ウェールズ                                 | スコットランド / ウェールズ                                 |
| 1904-1905 | イングランド                                                | ウェールズ                                                  | スコットランド / アイルランド                               | スコットランド / アイルランド                               |
| 1905-1906 | イングランド / スコットランド                               | イングランド / スコットランド                               | ウェールズ                                                  | アイルランド                                                |
| 1906-1907 | ウェールズ                                                  | イングランド                                                | スコットランド                                              | アイルランド                                                |
| 1907-1908 | イングランド / スコットランド                               | イングランド / スコットランド                               | アイルランド                                                | ウェールズ                                                  |
| 1908-1909 | イングランド                                                | ウェールズ                                                  | スコットランド                                              | アイルランド                                                |
| 1909-1910 | スコットランド                                              | イングランド / アイルランド                                 | イングランド / アイルランド                                 | ウェールズ                                                  |
| 1910-1911 | イングランド                                                | スコットランド                                              | ウェールズ                                                  | アイルランド                                                |
| 1911-1912 | イングランド / スコットランド                               | イングランド / スコットランド                               | アイルランド                                                | ウェールズ                                                  |
| 1912-1913 | イングランド                                                | スコットランド / ウェールズ                                 | スコットランド / ウェールズ                                 | アイルランド                                                |
| 1913-1914 | アイルランド                                                | スコットランド                                              | イングランド                                                | ウェールズ                                                  |
| 1914-1915 | 第一次世界大戦の影響で中止                                  | 第一次世界大戦の影響で中止                                  | 第一次世界大戦の影響で中止                                  | 第一次世界大戦の影響で中止                                  |
| 1915-1916 | 第一次世界大戦の影響で中止                                  | 第一次世界大戦の影響で中止                                  | 第一次世界大戦の影響で中止                                  | 第一次世界大戦の影響で中止                                  |
| 1916-1917 | 第一次世界大戦の影響で中止                                  | 第一次世界大戦の影響で中止                                  | 第一次世界大戦の影響で中止                                  | 第一次世界大戦の影響で中止                                  |
| 1917-1918 | 第一次世界大戦の影響で中止                                  | 第一次世界大戦の影響で中止                                  | 第一次世界大戦の影響で中止                                  | 第一次世界大戦の影響で中止                                  |
| 1918-1919 | 第一次世界大戦の影響で中止                                  | 第一次世界大戦の影響で中止                                  | 第一次世界大戦の影響で中止                                  | 第一次世界大戦の影響で中止                                  |
| 1919-1920 | ウェールズ                                                  | スコットランド / イングランド                               | スコットランド / イングランド                               | アイルランド                                                |
| 1920-1921 | スコットランド                                              | ウェールズ / イングランド                                   | ウェールズ / イングランド                                   | アイルランド                                                |
| 1921-1922 | スコットランド                                              | ウェールズ / イングランド                                   | ウェールズ / イングランド                                   | 北アイルランド                                              |
| 1922-1923 | スコットランド                                              | イングランド                                                | 北アイルランド                                              | ウェールズ                                                  |
| 1923-1924 | ウェールズ                                                  | スコットランド                                              | 北アイルランド                                              | イングランド                                                |
| 1924-1925 | スコットランド                                              | イングランド                                                | ウェールズ / 北アイルランド                                 | ウェールズ / 北アイルランド                                 |
| 1925-1926 | スコットランド                                              | 北アイルランド                                              | ウェールズ                                                  | イングランド                                                |
| 1926-1927 | スコットランド / イングランド                               | スコットランド / イングランド                               | ウェールズ / 北アイルランド                                 | ウェールズ / 北アイルランド                                 |
| 1927-1928 | ウェールズ                                                  | 北アイルランド                                              | スコットランド                                              | イングランド                                                |
| 1928-1929 | スコットランド                                              | イングランド                                                | ウェールズ / 北アイルランド                                 | ウェールズ / 北アイルランド                                 |
| 1929-1930 | イングランド                                                | スコットランド                                              | 北アイルランド                                              | ウェールズ                                                  |
| 1930-1931 | イングランド / スコットランド                               | イングランド / スコットランド                               | ウェールズ                                                  | 北アイルランド                                              |
| 1931-1932 | イングランド                                                | スコットランド                                              | 北アイルランド                                              | ウェールズ                                                  |
| 1932-1933 | ウェールズ                                                  | スコットランド                                              | イングランド                                                | 北アイルランド                                              |
| 1933-1934 | ウェールズ                                                  | イングランド                                                | 北アイルランド                                              | スコットランド                                              |
| 1934-1935 | スコットランド / イングランド                               | スコットランド / イングランド                               | ウェールズ / 北アイルランド                                 | ウェールズ / 北アイルランド                                 |
| 1935-1936 | スコットランド                                              | ウェールズ / イングランド                                   | ウェールズ / イングランド                                   | 北アイルランド                                              |
| 1936-1937 | ウェールズ                                                  | スコットランド                                              | イングランド                                                | 北アイルランド                                              |
| 1937-1938 | イングランド                                                | スコットランド / 北アイルランド                             | スコットランド / 北アイルランド                             | ウェールズ                                                  |
| 1938-1939 | イングランド / ウェールズ / スコットランド                  | イングランド / ウェールズ / スコットランド                  | イングランド / ウェールズ / スコットランド                  | 北アイルランド                                              |
| 1939-1940 | 第二次世界大戦の影響で中止                                  | 第二次世界大戦の影響で中止                                  | 第二次世界大戦の影響で中止                                  | 第二次世界大戦の影響で中止                                  |
| 1940-1941 | 第二次世界大戦の影響で中止                                  | 第二次世界大戦の影響で中止                                  | 第二次世界大戦の影響で中止                                  | 第二次世界大戦の影響で中止                                  |
| 1941-1942 | 第二次世界大戦の影響で中止                                  | 第二次世界大戦の影響で中止                                  | 第二次世界大戦の影響で中止                                  | 第二次世界大戦の影響で中止                                  |
| 1942-1943 | 第二次世界大戦の影響で中止                                  | 第二次世界大戦の影響で中止                                  | 第二次世界大戦の影響で中止                                  | 第二次世界大戦の影響で中止                                  |
| 1943-1944 | 第二次世界大戦の影響で中止                                  | 第二次世界大戦の影響で中止                                  | 第二次世界大戦の影響で中止                                  | 第二次世界大戦の影響で中止                                  |
| 1944-1945 | 第二次世界大戦の影響で中止                                  | 第二次世界大戦の影響で中止                                  | 第二次世界大戦の影響で中止                                  | 第二次世界大戦の影響で中止                                  |
| 1945-1946 | 第二次世界大戦の影響で中止                                  | 第二次世界大戦の影響で中止                                  | 第二次世界大戦の影響で中止                                  | 第二次世界大戦の影響で中止                                  |
| 1946-1947 | イングランド                                                | 北アイルランド                                              | スコットランド / ウェールズ                                 | スコットランド / ウェールズ                                 |
| 1947-1948 | イングランド                                                | ウェールズ                                                  | 北アイルランド                                              | スコットランド                                              |
| 1948-1949 | スコットランド                                              | イングランド                                                | ウェールズ                                                  | 北アイルランド                                              |
| 1949-1950 | イングランド                                                | スコットランド                                              | ウェールズ / 北アイルランド                                 | ウェールズ / 北アイルランド                                 |
| 1950-1951 | スコットランド                                              | イングランド                                                | ウェールズ                                                  | 北アイルランド                                              |
| 1951-1952 | ウェールズ / イングランド                                   | ウェールズ / イングランド                                   | スコットランド                                              | 北アイルランド                                              |
| 1952-1953 | スコットランド / イングランド                               | スコットランド / イングランド                               | ウェールズ / 北アイルランド                                 | ウェールズ / 北アイルランド                                 |
| 1953-1954 | イングランド                                                | スコットランド                                              | 北アイルランド                                              | ウェールズ                                                  |
| 1954-1955 | イングランド                                                | スコットランド                                              | ウェールズ                                                  | 北アイルランド                                              |
| 1955-1956 | イングランド / スコットランド / ウェールズ / 北アイルランド | イングランド / スコットランド / ウェールズ / 北アイルランド | イングランド / スコットランド / ウェールズ / 北アイルランド | イングランド / スコットランド / ウェールズ / 北アイルランド |
| 1956-1957 | イングランド                                                | スコットランド                                              | ウェールズ / 北アイルランド                                 | ウェールズ / 北アイルランド                                 |
| 1957-1958 | イングランド / 北アイルランド                               | イングランド / 北アイルランド                               | スコットランド / ウェールズ                                 | スコットランド / ウェールズ                                 |
| 1958-1959 | 北アイルランド / イングランド                               | 北アイルランド / イングランド                               | スコットランド                                              | ウェールズ                                                  |
| 1959-1960 | スコットランド / イングランド / ウェールズ                  | スコットランド / イングランド / ウェールズ                  | スコットランド / イングランド / ウェールズ                  | 北アイルランド                                              |
| 1960-1961 | イングランド                                                | ウェールズ                                                  | スコットランド                                              | 北アイルランド                                              |
| 1961-1962 | スコットランド                                              | ウェールズ                                                  | イングランド                                                | 北アイルランド                                              |
| 1962-1963 | スコットランド                                              | イングランド                                                | ウェールズ                                                  | 北アイルランド                                              |
| 1963-1964 | イングランド / スコットランド / 北アイルランド              | イングランド / スコットランド / 北アイルランド              | イングランド / スコットランド / 北アイルランド              | ウェールズ                                                  |
| 1964-1965 | イングランド                                                | ウェールズ                                                  | スコットランド                                              | 北アイルランド                                              |
| 1965-1966 | イングランド                                                | 北アイルランド                                              | スコットランド                                              | ウェールズ                                                  |
| 1966-1967 | スコットランド                                              | イングランド                                                | ウェールズ                                                  | 北アイルランド                                              |
| 1967-1968 | イングランド                                                | スコットランド                                              | ウェールズ / 北アイルランド                                 | ウェールズ / 北アイルランド                                 |
| 1968-1969 | イングランド                                                | スコットランド                                              | 北アイルランド                                              | ウェールズ                                                  |
| 1969-1970 | イングランド / ウェールズ / スコットランド                  | イングランド / ウェールズ / スコットランド                  | イングランド / ウェールズ / スコットランド                  | 北アイルランド                                              |
| 1970-1971 | イングランド                                                | 北アイルランド                                              | ウェールズ                                                  | スコットランド                                              |
| 1971-1972 | スコットランド / イングランド                               | スコットランド / イングランド                               | 北アイルランド                                              | ウェールズ                                                  |
| 1972-1973 | イングランド                                                | 北アイルランド                                              | スコットランド                                              | ウェールズ                                                  |
| 1973-1974 | スコットランド / イングランド                               | スコットランド / イングランド                               | ウェールズ / 北アイルランド                                 | ウェールズ / 北アイルランド                                 |
| 1974-1975 | イングランド                                                | スコットランド                                              | 北アイルランド                                              | ウェールズ                                                  |
| 1975-1976 | スコットランド                                              | イングランド                                                | ウェールズ                                                  | 北アイルランド                                              |
| 1976-1977 | スコットランド                                              | ウェールズ                                                  | イングランド                                                | 北アイルランド                                              |
| 1977-1978 | イングランド                                                | ウェールズ                                                  | スコットランド                                              | 北アイルランド                                              |
| 1978-1979 | イングランド                                                | ウェールズ                                                  | スコットランド                                              | 北アイルランド                                              |
| 1979-1980 | 北アイルランド                                              | イングランド                                                | ウェールズ                                                  | スコットランド                                              |
| 1980-1981 | 北アイルランド問題の影響で中止                              | 北アイルランド問題の影響で中止                              | 北アイルランド問題の影響で中止                              | 北アイルランド問題の影響で中止                              |
| 1981-1982 | イングランド                                                | スコットランド                                              | ウェールズ                                                  | 北アイルランド                                              |
| 1982-1983 | イングランド                                                | スコットランド                                              | 北アイルランド                                              | ウェールズ                                                  |
| 1983-1984 | 北アイルランド                                              | ウェールズ                                                  | イングランド                                                | スコットランド                                              |

## 地域別優勝回数
| 優勝回数 （同時優勝回数） | 地域                          |
| ------------------------- | ----------------------------- |
| 54回（20回）              | イングランド                  |
| 41回（17回）              | スコットランド                |
| 12回（5回）               | ウェールズ                    |
| 8回（5回）                | アイルランド / 北アイルランド |